# 西洋剣
西洋剣（せいようけん）とは武器の一種。特に中世から近代にかけてヨーロッパで使われた刀剣類（特に諸刃の物）を指す俗語。

## 概要
片手で使う物と両手で使う物、それらの中間が存在するが片手で扱う剣が主流である。平均的な重量は片手用で約1 kgで全長は約90 cm、両手用は1.5 kgから3 kg程度で全長は120 cmから180 cmになる。
刀剣の操作性や威力にかかわる重心の位置は、片手で扱うものに限れば、時代を問わず鍔から約10㎝離れた剣身の中にあることが多かった。

### 構造
基本的には鍛造製であり、中世前半までは日本刀や中国刀のように硬度や性質の異なる複数の鋼材を組み合わせて作ることもあったが、やがて効率的な製鋼法が広まると柔軟性のある鋼材を成形し、浸炭処理を施してから、熱処理をするといった方法に移り変わった。
中世前半までの西洋剣は、扁平な六角形の断面を持ち、中央にフラーと呼ばれる溝が設けていることが多かった。これは切断力と柔軟性を重視した形状であった。しかし、中世の後半に甲冑が発展しプレートアーマーが現れると甲冑の上から有効打を与えるのを難しくなった。
そのため甲冑の隙間を突けるよう、刺突が重視されるようになり、刺突した際に剣身が撓るのを防ぐため、切断力を犠牲にする代わり菱形の断面を持った剣が現れるようになった。
鍔は中世初期では小型で棒状のシンプルな形状であり攻撃を受け止めるものではなかったと考えられている。戦闘技術の発展とともに徐々に大型化していき敵の攻撃を防ぐ使用法が出来るようになり、ルネサンス期には持ち手を籠状に覆うような複雑な形状になっていく。
中世ヨーロッパの刀剣の多くは柄の後端に柄頭(パメル)を設けていたが、これは刀剣の重心を手元に寄せるための重りで、使用時の操作性の向上と負担の軽減の役割を持ち、滑り止めも兼ねていた。切り込んだ際に衝撃力・打撃力を上げる効果もあった。柄頭は剣身と同じ鋼鉄製で頑丈に作られており、刀剣を振るえないほどの接近戦になった際にこれで殴りつけた。

### 使用方法
中世ヨーロッパの剣は「棍棒のように使った。」、「巨大な剣を振り回すだけだった。」という言説もあるが、実際の中世の戦士の腕は決してお粗末だった訳ではなく、高度で洗練されたものだった。また、切りつける際に注意するべきことは刃筋を立てることであり、精密な動作が要求された。刃こぼれによる殺傷力の低下や折損を防止するため、甲冑で覆われた部分を避け、素肌や衣服が露出したところを切りつけたり、相手の武器を防ぐにあたっては、攻撃を刃で受け止めず、なるべく剣の平で受け流すことも重視されたりした。
とはいえ、甲冑を着込んだ相手を殴打する使い方がなかったわけではなく、時代によっては上述の柄頭で殴りつける以外にも剣身で何度も、タイミング良く殴りつけることで降参に追い込んだり、骨折させることもあった。
（このように刀剣類で甲冑を殴打するという使用方法は、ヨーロッパだけでなく中国や日本の刀剣類の使用法にもみられた。）
中世後期から近世にかけて現れたツヴァイヘンダーやツーハンデッドソードといった両手で用いるような長大な刀剣は、プレートアーマーに対抗するために生まれたという説があるが、一般的なイメージとは異なり、動きが鈍重であったため、常に動きが止まらないようにするため、刺突や振り下ろしを避けたとされ、その技法の一部は棒術に受け継がれたとされた。（長柄武器を持った兵士や多人数を相手取ることに適していたという認識も強かったとされる。）